# Кантай
Кантай (каз. Қантай, до 1999 г. — Плаховка) — село в Нуринском районе Карагандинской области Казахстана. Входит в состав Захаровского сельского округа. Код КАТО — 355249200.

## История
Основано в 1912 году на переселенческом участке Айтпек украинскими переселенцами. Названо по фамилии Плахова работника Акмолинского переселенческого управления.

## Население
В 1999 году население села составляло 432 человека (206 мужчин и 226 женщин). По данным переписи 2009 года в селе проживало 276 человек (146 мужчин и 130 женщин).

## Уроженцы
- С. А. Лебедев — участник Великой Отечественной войны, Герой Советского Союза.